# Torre de San Miguel de Saca
La Torre de San Miguel de Saca fue una fortificación castellana del siglo XVI situada en Fum Asaca, en Esbuia, provincia de Sidi Ifni en Marruecos.

## Historia
La Real cédula expedida en Valladolid en 1449 expresaba como castellanas las costas de lo que se denominaba como Berbería de poniente, desde el cabo de Aguer al cabo de Bojador. Con la firma de los tratados de Alcazobas y Tordesillas esta soberanía queda consagrada. Tras el establecimiento de Santa Cruz de la Mar Pequeña se impulsó la creación de esta torre-factoría realenga. En 1499 los reyes Católicos firmaron un acuerdo para su edificación con los notables locales Bu Tata. A finales de 1500 se emprendió la construcción, que no llegó a concluirse por el ataque de las tribus locales, que supuso su abandono.
Su emplazamiento estaba identificado desde el siglo XIX.
De 2017 data el proyecto Arqueología de un Patrimonio Compartido para la rehabilitación de las torres de Santa Cruz de la Mar Pequeña y San Miguel de Saca financiado por Marruecos, Canarias y la iniciativa privada.

## Descripción
En 2011 tuvo lugar su identificación y excavación parcial dentro de un proyecto conjunto hispano-marroquí financiado por los ministerios de cultura de ambos países y la Agencia Española de Cooperación Internacional para el Desarrollo (MAEC).